# برودیموپریم
برودیموپریم(به انگلیسی: Brodimoprim) یکی از مشتقات ساختاری تری‌متوپریم است. در این ترکیب، گروه ۴-متوکسی موجود در تری‌متوپریم، با یک اتم برم جایگزین شده است.
همانند تری‌متوپریم، برودیموپریم یک مهارکننده انتخابی دی هیدروفولات ردوکتاز باکتریایی است.